# 내가 여자가 된 날
《내가 여자가 된 날》(The Day I Became A Woman, Roozi Khe Zan Shodam)은 이란에서 제작된 마르지예 메쉬키니 감독의 2000년 드라마 영화이다. 파테메 체라그 아칼 등이 주연으로 출연하였고 모흐센 마흐말바프 등이 제작에 참여하였다.

## 출연

### 주연
- 파테메 체라그 아칼
- 샤브남 토로위
- 아지제 세디히

## 기타
- 미술: 아크바 메쉬키니